# PZL M-2
PZL M-2 – polski samolot szkolno-treningowy, całkowicie metalowy wolnonośny dolnopłat, dwumiejscowy, jednosilnikowy o stałym podwoziu, przeznaczony dla aeroklubów. Głównym projektantem był inż. Stanisław Jachyra.

## Historia

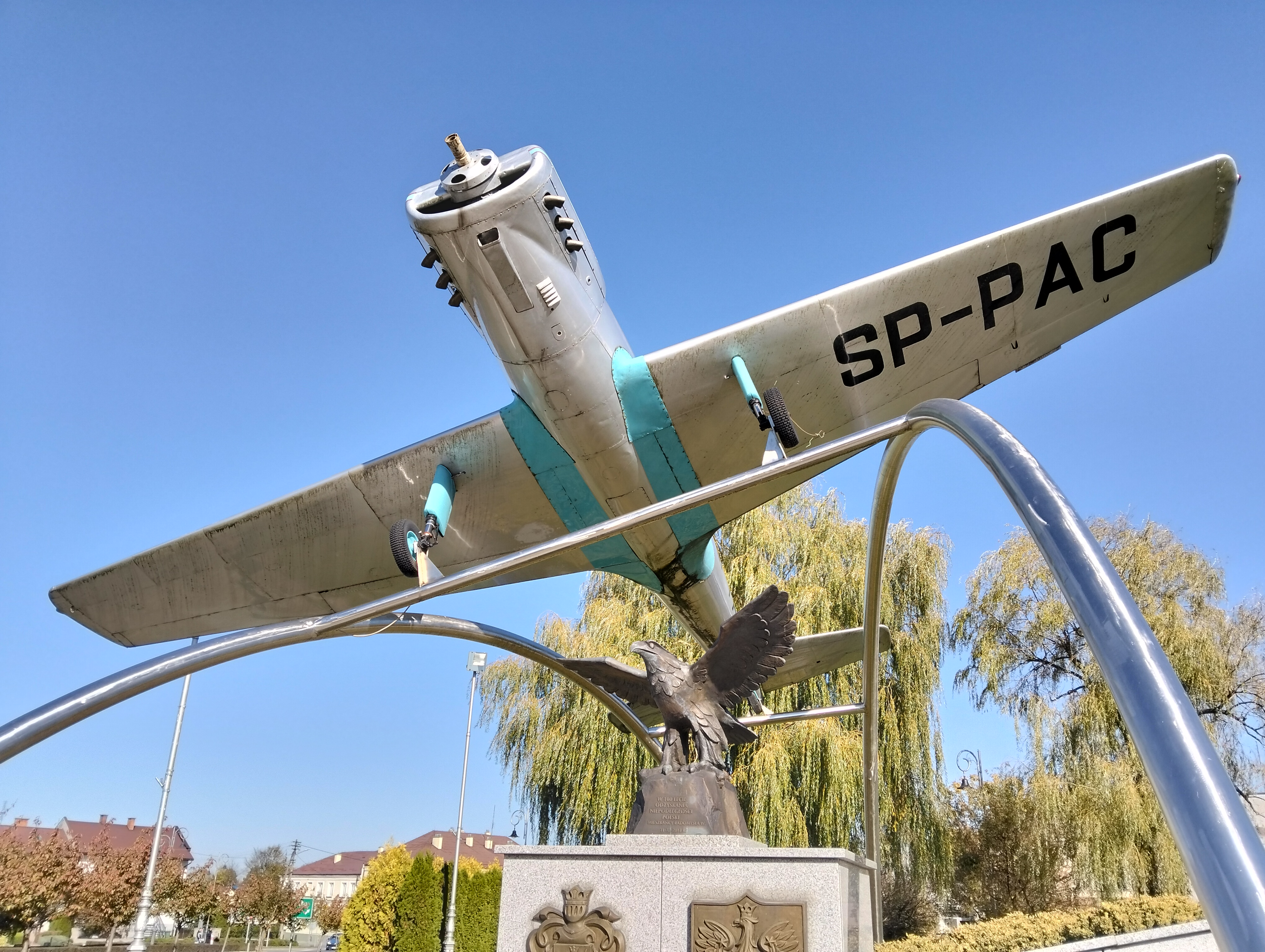
Prototyp z pomnika w Radomyślu Wielkim

Samolot został opracowany na zamówienie APRL w WSK-Mielec w 1957 r. w nowo utworzonym Ośrodku Konstrukcji Lotniczych nr 2 przez zespół konstrukcyjny kierowany przez inż. Stanisława Jachyrę. W skład zespołu wchodzili inżynierowie: Piotr Biegocki, Marian Chybicki, Kazimierz Kita, Telesfor Myszka, Janusz Olenderek, Edward Nowicki i Tadeusz Stępczyk. M-2 był pierwszym zrealizowanym projektem tego nowo powstałego Ośrodka. Projekt płatowca M-2 opierał się na zaprojektowanym wcześniej jednomiejscowym samolocie akrobacyjnym M-1. W PZL-WSK w Mielcu zbudowano trzy prototypy M-2, z których jeden służył do badań wytrzymałościowych i był w tym celu przesłany do Zakładu Wytrzymałości Instytutu Lotnictwa w Warszawie, którym kierował inż. Tadeusz Chyliński, a dwa pozostałe do badań w locie. 
Pierwszy prototyp (SP-PAC) był gotowy na wiosnę 1958 r., jednak został oblatany dopiero 26 czerwca 1958 przez pilota Tadeusza Gołębiewskiego z powodu niedostarczenia zamówionego wcześniej silnika, drugi (SP-PBA) 13 września 1958 r. Próby fabryczne kontynuowano do 18 listopada. Wykazały one drobne uchybienia konstrukcyjne, które sukcesywnie usuwano. We wrześniu 1958 r. M-2 (SP-PAC) zaprezentowano na wystawie lotniczej w Warszawie, a w następnym roku M-2 (SP-PBA) został pokazany we Wrocławiu. Na wiosnę 1960 r. samolot przeszedł w Instytucie Lotnictwa ostateczne próby państwowe, które wykazały jego bardzo dobre własności lotne. W zabudowanym w obu prototypach silniku Praga M-208B „DorisB” przy prędkości powyżej 220 km/h wystąpiły jedak dość duże drgania przenoszące się na płatowiec, co w połączeniu z nieprzystosowanym silnikiem do lotu odwróconego ograniczały dość znacznie możliwości akrobatyczne M-2. Myślano o zastosowaniu rodzimego silnika WN-6, który mógł być zastosowany jako jednostka napędowa, jednak opóźnienie prac nad WN-6 (nigdy nie zostały ukończone) i zmiana wymagań stawianych samolotom szkolnym przez Aeroklub PRL (trzykołowe chowane podwozie z kółkiem przednim oraz bogate wyposażenia nawigacyjne) stało się przyczyną przerwania prac nad samolotem M-2 i nie skierowania go do produkcji. Obydwa prototypy do momentu kasacji służyły z wieloma ograniczeniami do treningu pilotów w Aeroklubie Mieleckim. Dnia 6 maja 1972 r. egzemplarz M-2 ze znakami SP-PAC został przekazany Zarządowi Miejskiemu ZMS w Radomyślu Wielkim i stoi w centrum miasta jako pomnik. Drugi prototyp (SP-PBA) został przekazany Państwowemu Przedszkolu w Mielcu-Osiedlu i po pewnym czasie oddano go do Krosna na złom. Do zniszczenia nie doszło. Znajduje się, podobnie jak szczątki M-2 pozostałe po badaniach wytrzymałościowych, w magazynie Muzeum Lotnictwa Polskiego w Krakowie. Następcą PZL M-2 miał zostać PZL M-4 „Tarpan”.

## Opis konstrukcji
- Kadłub – konstrukcji półskorupowej o niewielkiej liczbie podłużnic i wręg. Miejsca pilotów w układzie tandem oddzielone od silnika przegrodą ogniową. Instruktor zajmuje główną tylną kabinę. Kabina pilotów wyposażona w podwójny układ sterowania i podwójną tablice przyrządów. Osłona kabiny odsuwana do tyłu.
- Skrzydło – dwudzielne, dwudźwigarowe o obrysie trapezowym o małej liczbie żeber. Profil przy kadłubie NACA 23015, przy końcu skrzydła NACA 23012, zwichrzenie 2,8°, wznios płata 3°. Pokrycie skrzydła z blachy duralowej wzmocnione podłużnicami. Klapy typu krokodylowego uruchamiane elektrycznie. Lotki kryte płótnem. Zbiorniki paliwa o pojemności 120 l zamontowane w skrzydłach.
- Usterzenie – wolnonośne o obrysie trapezowym. Ster kierunku tworzy jedną całość z kadłubem. Statecznik poziomy nie dzielony. Stateczniki kryte blachą, usztywnione podłużnicami. Ster kierunku z aerodynamicznym odciążeniem rogowym na szkielecie duralowym, kryty płótnem.
- Podwozie – stałe. Golenie podwozia głównego umieszczone w owiewkach, nieznacznie wysunięte do przodu i rozchylone na boki. U nasady lewej goleni zamontowano reflektor. Podwozie główne o rozstawie kół 2,6 m zaopatrzone w amortyzacje olejowo-powietrzną. Koła o niskociśnieniowym ogumieniu o wymiarach 465 x 165 zaopatrzone w hamulce hydrauliczne. Kółko ogonowe samonastawne z amortyzacją olejowo-powietrzną.
- Zespół napędowy – silnik Praga M-208B „Doris B”, sześciocylindrowy, płaski, chłodzony powietrzem o mocy startowej 220 KM a nominalnej 180 KM. Rozruch silnika elektryczny. Śmigło drewniane, stałe, dwułopatowe. Prototyp M-2 (SP-PAC) posiadał śmigło typu BJL-5 o średnicy 2,35 m zaś M-2 (SP-PBA) miał śmigło typu BJL-6 średnicy 2,31 m. Zużycie paliwa 46 l/h.